# 幽闭
幽闭是中国古代对女性使用的宫刑，为五刑之一。最早见于《呂刑》。孔安国注“宫辟疑赦，其罚六百锾，阅实其罪”一句为：“宫，淫刑也，男子割势，妇人幽闭，次死之刑。”
幽闭执行的方法没有官方的史料记载。流行的说法包括：
- 将人永远囚禁于深宫之中，有软禁之意。[1]

- 切除卵巢或输卵管。[2]但在医学不发达的古代，如此操作的死亡率会很高。[3]

- 用木槌击妇女胸腹，人工造成子宫脱垂[4]。但似乎缺乏解剖学的依据。

- 縫陰手術。

魯迅曾表示“絕非將她關起來，或者將它縫起來。”